# Марцеллин (пресвитер)
Марцелли́н (лат. Marcellinus; IV век) — римский пресвитер, христианский писатель.
Марцеллин принадлежал к партии Урсина и к расколу Люцифера — люциферианам. Вместе с пресвитером Фаустином сопровождал люциферианского епископа Ефесия в его путешествиях по Востоку с целью приобрести сторонников. В Элевферополе они по удалении Ефесия в Африку испытали суровое обращение со стороны епископа Турбона. Как по этому поводу, так и вообще по поводу недружественного отношения к их партии со стороны православных епископов они в 383—384 годах подали в Константинополе Феодосию «Книгу просьб» (лат. «Libellus precum ad imperatores»).
Сочинение «Libellus precum» издано в 13 томе Латинской Патрологии.